# Hôtel Boscary de Romaine
L'hôtel Boscary de Romaine, plus tard villa Lawrance est un ancien hôtel particulier situé au no 7, rue Louis-Barthou à Pau, dans le département français des Pyrénées-Atlantiques en région Nouvelle-Aquitaine.
Il est construit entre 1860 et 1862, à la demande de Jean-Baptiste Félix Boscary, seigneur de Romaine, par l’architecte français Charles Justin Le Cœur.
Il appartient ensuite à la famille Lawrance avant d’être acquis par la Banque de France en 1914, toujours propriétaire et occupant de nos jours.

## Situation
L’hôtel se situe non-loin du lycée Louis-Barthou et longe le boulevard des Pyrénées au sud. Il est également mitoyen de l’hôtel de Cadaval au no 5.

## Histoire
En 1859, les parcelles constituant le futur hôtel et son vaste parc, sont acquises par Jean-Baptiste Félix Boscary de Romaine auprès du baron Bertrand d’Artigaux pour la somme totale de 92 017,12 francs. Parcelles dont il avait fait lui-même l’acquisition un an auparavant. L’hôtel et ses dépendances sont réalisés de 1860 à 1862, par l’architecte parisien Charles Justin Le Cœur.
En 1876, monsieur décède en son hôtel et l’année suivante, sa veuve Marie-Madeleine Léontine, née Gaccan, commande à Le Cœur, une extension à l’est de la bâtisse abritant une salle des fêtes, qui accueillera nombre de brillantes soirées festives, organisées par elle-même et sa fille, la marquise de Cherisey, dont la plus fameuse se déroule en janvier 1882.
Une vente est déjà envisagée en 1888 mais, en 1890, madame Boscary disparait dans l’hôtel, qui est transmis à la seule des trois enfants survivante du couple, Marie-Marguerite, qui, en 1862, avait épousée Charles Auguste René Louis, 5e marquis de Cherisey (1822-1874).
Coup du sort, la marquise disparaît l’année suivante et l’hôtel est transmis en indivision à ses trois filles, mesdames Catherine de Lapeyrère, Nicole Nitot et Louise O’Gorman, nées de Cherisey, qui mettent d’emblée l’hôtel en vente.
La propriété est acquise en 1892, par le couple d’américains, Francis Cooper-Lawrance Sr. et son épouse Frances Adelaide dite « Fanny », née Garner, qui achètent également, dès l’année suivante, la villa Schlumberger, qui devient l’actuelle villa Lawrance et son vaste parc, accueillant aujourd’hui le Cercle anglais.
En 1894, l’hôtel est amputé, comme ses voisins, d’une bonne partie de son parc, en vue de la construction du boulevard des Pyrénées. En découle la construction d’un mur de soutènement encadré de deux belvédères afin de continuer à jouir de la vue sur les Pyrénées.
Par la suite, le couple fera de l’hôtel, l’écrin d’une vaste collection d’œuvres d’Art et autres mobiliers de belle facture et y donnera de nombreuses fêtes mémorables selon le périodique américain The Star. Malheureusement Francis Cooper-Lawrance doit faire face à la disparition de son fils unique en 1904, puis de son épouse en 1908, ce qui l’amène à se séparer de la propriété et de son mobilier, dès 1911, moyennant une somme dérisoire de 150 000 francs. Il meurt la même année, et c’est sa belle-fille, Susan, née Ridgway-Willing, qui ce chargera de continuer la vente, orchestrée par son notaire, Me Fernand Rigoulet, qui lui conseille alors la vente de l’hôtel, dissocié de sa riche collection de mobilier.
L’hôtel est finalement acquis par la Banque de France, le 6 janvier 1914, pour 400 100 francs, puis le mobilier est en son tour dispersé lors d’une vente aux enchères, du 10 au 14 février 1914 et également le 17 février, après une exposition publique les 8 et 9 février. Cette vente attirera, dit-on, des acheteurs du monde entier, de par la qualité et la profusion des pièces présentées.
De 1914 à 1923, la Banque de France fait procéder à une vaste campagne de travaux orchestrée par l’architecte en chef de la Banque de France, Alphonse Defrasse, assisté de l’architecte palois, Joseph Larregain, pour un coût de 397 000 francs.
De 1969 à 1974, des travaux de rénovation et d’extension sont réalisés sous la houlette de l’architecte Jean-Pierre Boulin.
Entre 1992 et 1995, les communs de l’hôtel, à savoir les anciennes écuries et la conciergerie, sont réaménagés afin d’accueillir des services supplémentaires.
Aujourd’hui encore, l’hôtel accueille la succursale paloise de la Banque de France, qui ouvre ses portes tous les ans à l’occasion des journées européennes du patrimoine.

## Description
L’hôtel se compose à l’origine d’un bâtiment carré au milieu d’un vaste parc s’étendant jusqu’au Bois-Louis en contrebas, au bord de la rivière Ousse. Sur la rue Louis-Barthou (rue du Lycée lors de la construction) se trouve une conciergerie d’une part et un bâtiment en L, abritant remises et écurie, d’autre part. Le parc est pourvu également d’une serre et d’un pavillon de musique.
Lors des travaux de 1877, une salle de bal est ajoutée à l’est de l’hôtel, puis lors du percement du boulevard des Pyrénées, l’hôtel se voit dépourvu de son vaste parc, de sa serre et de son pavillon de musique, et un imposant mur de soutènement et ses belvédères sont construits dans le même style que l’hôtel. L’hôtel se retrouve également mitoyen d’une rue privée dite « Cazenave de La Roche », créée à la suite de la destruction de l’hôtel du même nom, reliant la rue Louis-Barthou au nouveau boulevard, aujourd’hui occupée par l’immeuble dit « Aux Colonnes » œuvre de l'architecte Henri Challe.
Après son rachat par la Banque de France, les travaux opérés par l’architecte Alphonse Defrasse viennent ajouter une aile à l’ouest en symétrie de la première. Les travaux viennent également faire disparaitre tous les aménagements du rez-de-chaussée, à la suite de l’installation des services de la banque, à l’exception de la cage d’escalier, du vestibule d’entrée et d’un salon à l’angle nord-ouest. Le reste de l’hôtel est encore aujourd’hui resté intact et accueille des bureaux, des salons de réception et un appartement de fonction. Le portail d’entrée est également modifié à ce moment-là.
Les travaux de 1969 à 1974, viennent quant à eux, principalement rénover l’existant, dont un ravalement de façade général. Une extension est construite sur la façade sud afin d’agrandir la surface des comptoirs et guichets.
Les travaux des années 1990 viennent rénover l’ensemble, l’ancien pavillon de gardien est agrandi et réaménagé afin d’accueillir des bureaux supplémentaires.

## Galerie

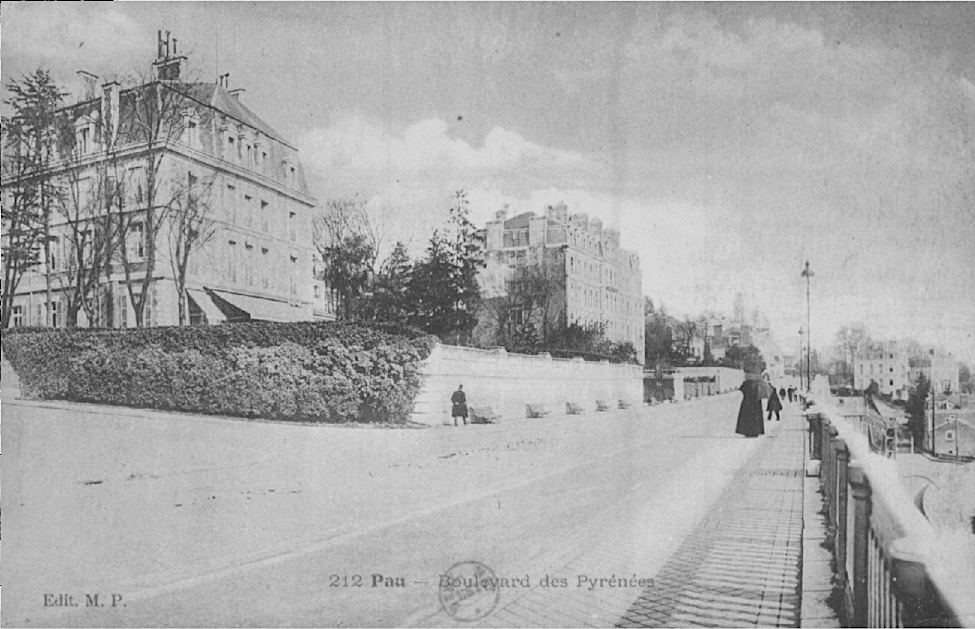
L'hôtel depuis le boulevard des Pyrénées, à gauche, la rue Cazenave de La Roche
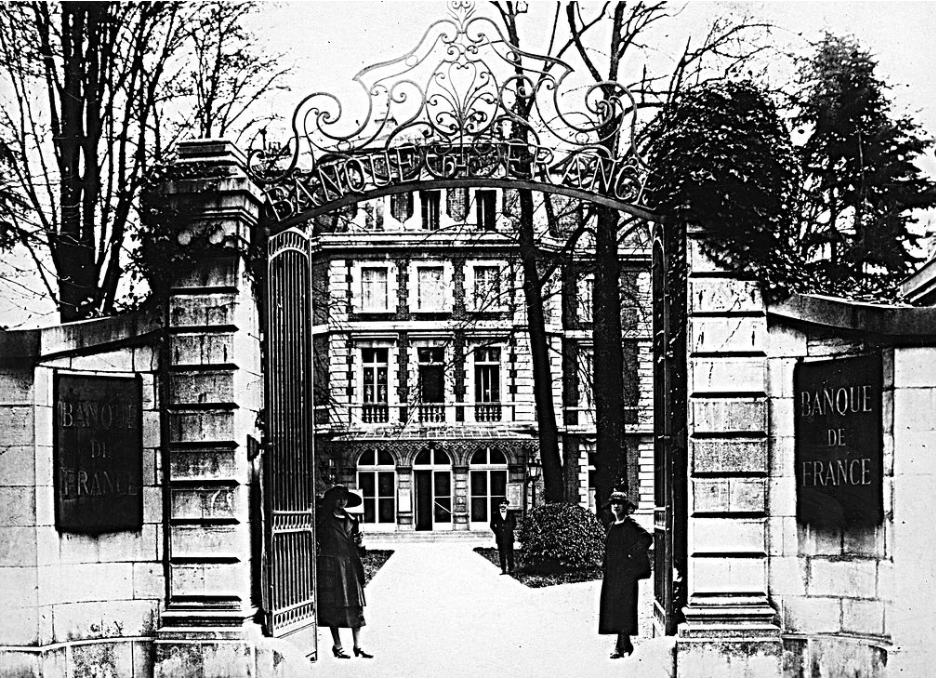
Portail de l'hôtel en 1914.
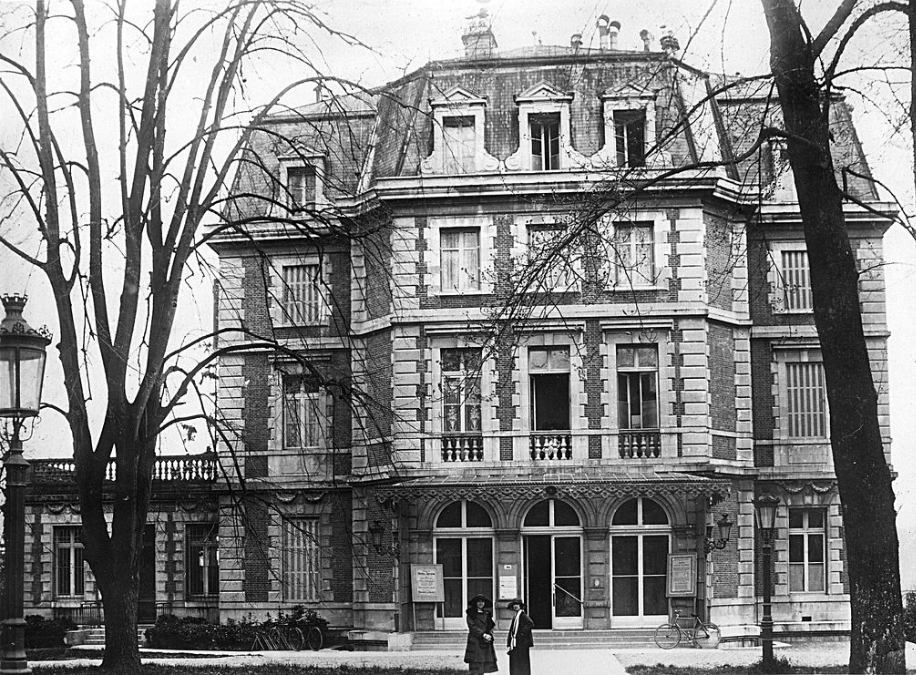
Façade nord en 1914.
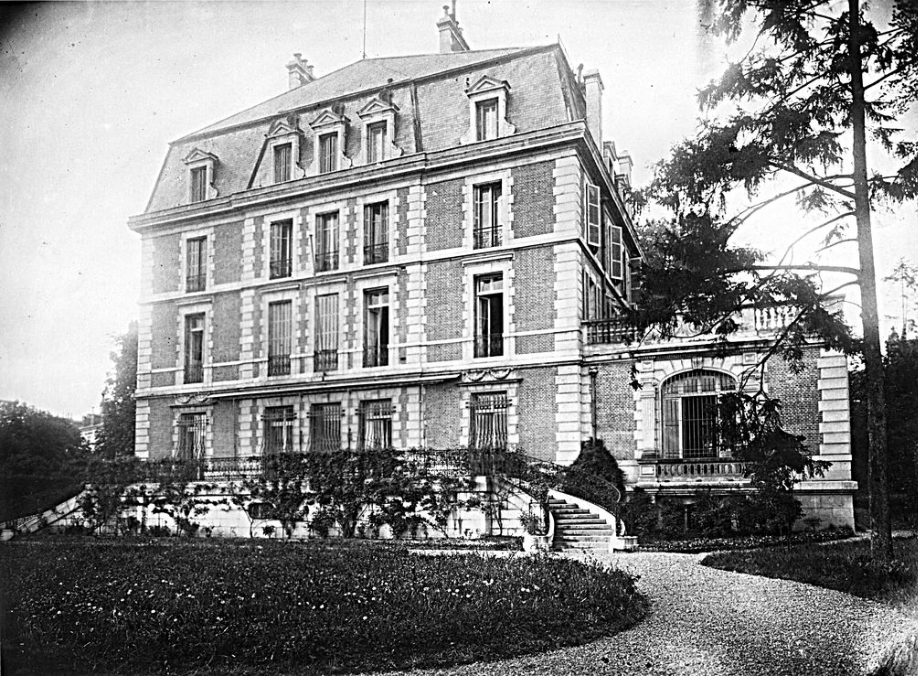
Façade sud en 1914.
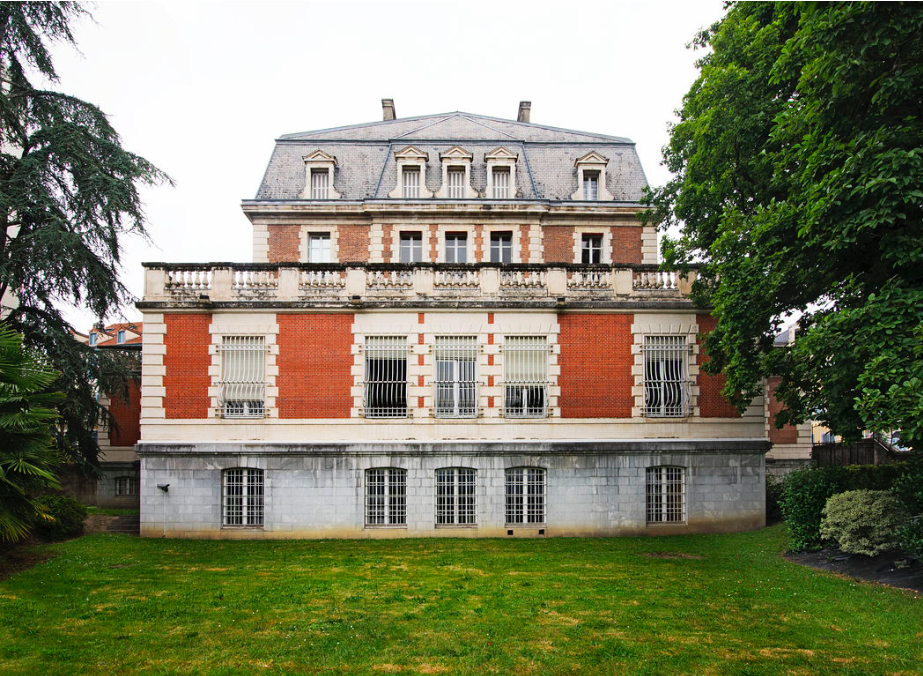
Façade sud au XXIe siècle.